# Bureau d'information du Tibet à Canberra
Le Bureau d'information du Tibet à Canberra, est un des bureaux de la représentation officielle du 14e dalaï-lama et du gouvernement tibétain en exil, fondé en 1993 après la rencontre entre le dalaï-lama et le Premier ministre Paul Keating en mai 1992. Sa fonction principale est de faire mieux comprendre la situation au Tibet et d'attirer l'attention de l'opinion publique sur le sort du peuple du Tibet.
Le Bureau d'information du Tibet représente les affaires tibétaines en Australie, en Nouvelle-Zélande et en Asie du Sud-Est. Il supervise les dispositions générales pour les visites du dalaï-lama dans ces pays et contribue également à faire avancer et à aider la culture tibétaine et les Tibétains vivant dans ces régions.

## Activités
La visite du dalaï-lama en mai 1992 en Australie où il fut reçu par le premier ministre de l'Australie Paul Keating et le ministre des Affaires étrangères de l'Australie Gareth John Evans lui apporta un avantage politique important avec la création du Bureau d'information du Tibet à Canberra. Paul Keating a accepté de soutenir la création du bureau d'information du Tibet à Canberra, financé par les fonds restants de cette deuxième visite du dalaï-lama en Australie. Le représentant officiel du gouvernement tibétain en exil est devenu résident sur le sol australien.
Du 8 au 9 février 2025, le Bureau du Tibet de Canberra participe à l'organisation de la Conférence de l'Alliance tibéto-chinoise au Centre de conférences Ann Harding de l'université de Canberra, avec l'Alliance australienne et néo-zélandaise des victimes du régime communiste chinois, l'Alliance chinoise pour la démocratie, la Fédération pour une Chine démocratique, les Associations d'amitié sino-tibétaine d'Australie et de Nouvelle-Zélande et le Conseil de communication non gouvernemental pour les Chinois et les Tibétains. Elle exhorte le gouvernement australien à faire pression sur la Chine dans les pourparlers bilatéraux et multilatéraux. 

## Liste des représentants
- Chime Rigzin Chhoekyapa (1993-1998)
- Chope Paljor Tsering  (1998–2003)[5]
- Tenzin Phuntsok Atisha (2003-2009)[6]
- Sonam Norbu Dagpo (2009-2014)
- Lhakpa Tshoko (2014-14 avril 2021)
- Karma Singey (depuis 14 avril 2021)